# Sint-Eligiuskapel (Merelbeke)

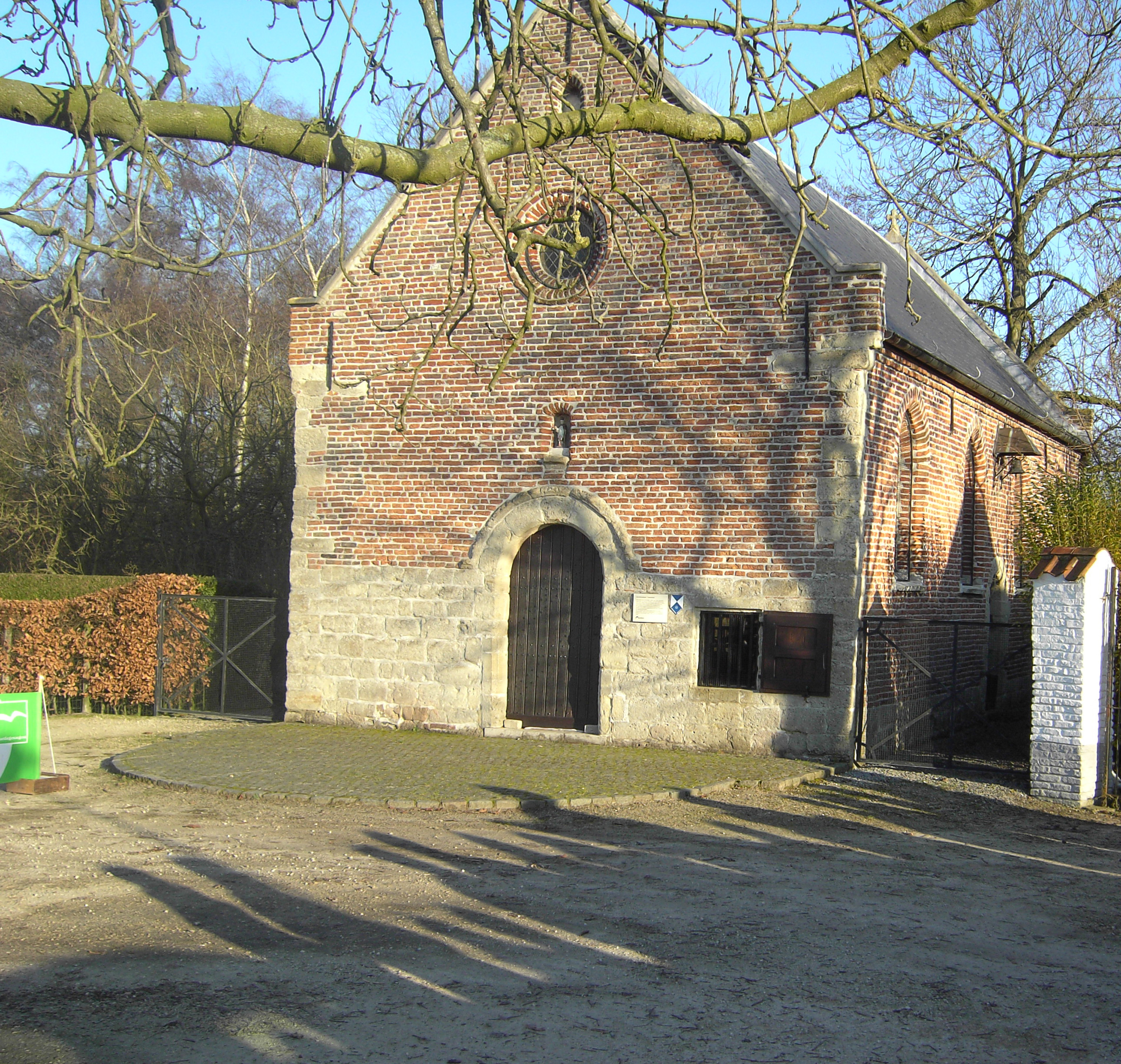
Sint-Eligiuskapel

De Sint-Eligiuskapel (ook: Sint-Elooiskapel) is een kapel in de Oost-Vlaamse plaats Merelbeke, gelegen aan Brandegems Ham.

## Geschiedenis
Het betreft een bedevaartkapel in gotische stijl waarvan de oudste delen wellicht uit de 13e of 14e eeuw stammen. In de 16e eeuw werd de kapel licht gewijzigd.
In 1812 werd de kapel in gebruik genomen als stal en opslagplaats, en eind 19e eeuw werden er steenkolen in bewaard. In 1896 stortte het dak in en verviel het gebouw tot ruïne. In 1913 kwam de kapel in bezit van de parochie en in 1927 werd de kapel hersteld. In 1928 werd de kapel opnieuw ingewijd.

## Gebouw
De kapel heeft een rechthoekige plattegrond, is georiënteerd en is opgetrokken uit Lediaanse steen en baksteen. De voorgevel heeft een zandstenen ondergrond en een rondboogdeur.
Het interieur wordt overkluisd door een houten tongewelf.